# Autobahnkreuz Mutterstadt
Das Autobahnkreuz Mutterstadt (Abkürzung: AK Mutterstadt; Kurz: Kreuz Mutterstadt) verbindet die Autobahnen 61 (Venlo – Hockenheim) und 65 (Ludwigshafen – Wörth) miteinander. 

## Geografie
Das Kreuz Mutterstadt liegt zirka 2 km westlich des Stadtkerns von Mutterstadt.

## Bauform und Ausbauzustand
Das Autobahnkreuz Mutterstadt wurde als Kleeblatt angelegt. Beide Autobahnen sind vierspurig ausgebaut.

## Verkehrsaufkommen
| Von                    | Nach                             | Durchschnittliche tägliche Verkehrsstärke | Durchschnittliche tägliche Verkehrsstärke | Durchschnittliche tägliche Verkehrsstärke | Anteil Schwerlastverkehr | Anteil Schwerlastverkehr | Anteil Schwerlastverkehr |
| Von                    | Nach                             | 2005                                      | 2010                                      | 2015                                      | 2005                     | 2010                     | 2015                     |
| ---------------------- | -------------------------------- | ----------------------------------------- | ----------------------------------------- | ----------------------------------------- | ------------------------ | ------------------------ | ------------------------ |
| AK Ludwigshafen (A 61) | AK Mutterstadt                   | 62.200                                    | 63.100                                    | 61.200                                    | 20,0 %                   | 20,3 %                   | 20,0 %                   |
| AK Mutterstadt         | AS Schifferstadt (A 61)          | 46.100                                    | 46.000                                    | 45.200                                    | 21,6 %                   | 22,2 %                   | 21,4 %                   |
| AS Mutterstadt (A 65)  | AK Mutterstadt                   | 30.800                                    | 30.900                                    | 33.300                                    | 05,0 %                   | 05,0 %                   | 05,6 %                   |
| AK Mutterstadt         | AS Dannstadt-Schauernheim (A 65) | 46.200                                    | 47.300                                    | 52.100                                    | 09,2 %                   | 09,1 %                   | 09,1 %                   |